# 1629 w polityce

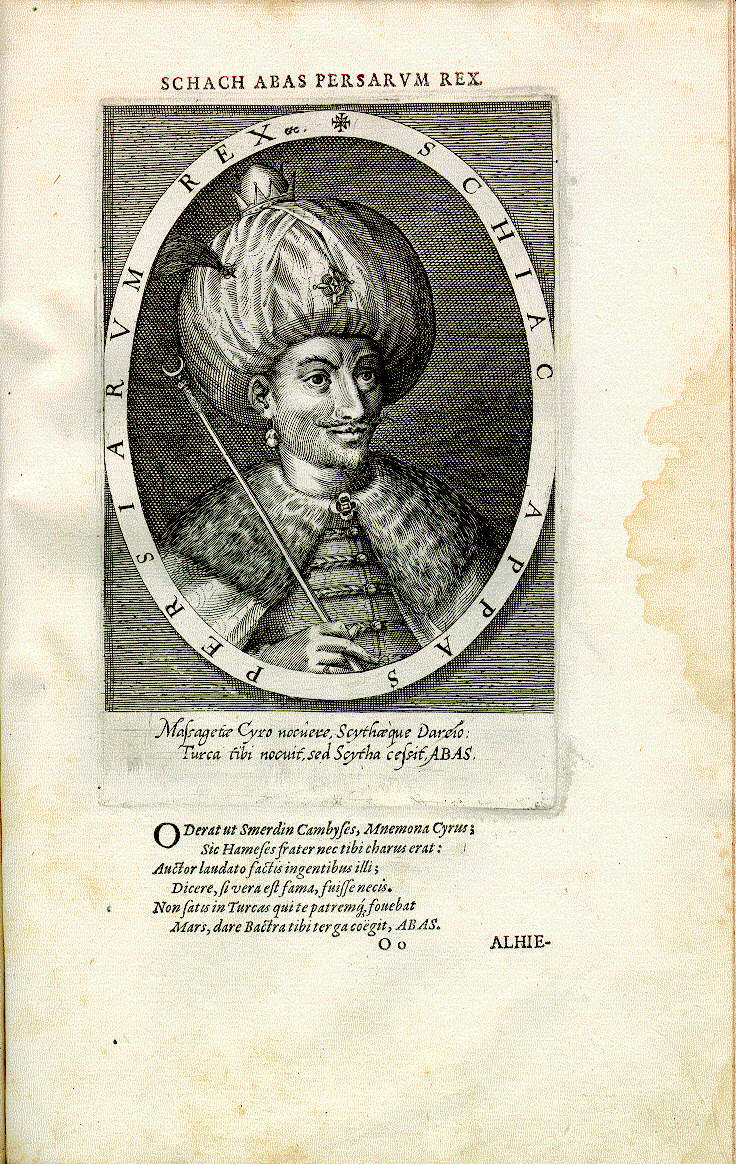
Abbas I Wielki

Wydarzenia polityczne w 1629 roku.

## Zmarli
- 19 stycznia Abbas I Wielki, szach Persji[1][2].
- 15 listopada Gábor Bethlen, król Węgier[3][4].